# Sóshartyán
Sóshartyán is een plaats (község) en gemeente in het Hongaarse comitaat Nógrád. Sóshartyán telt 958 inwoners (2001).